# خانه صمدی
خانه صمدی مربوط به دوره قاجار است و در کرمانشاه، چهارراه شهید مدرس واقع شده و این اثر در تاریخ ۲۰ آذر ۱۳۷۹ با شمارهٔ ثبت ۲۹۰۸ به‌عنوان یکی از آثار ملی ایران به ثبت رسیده است.